# Heteromys nubicolens
Heteromys nubicolens és una espècie de mamífer rosegador de la família dels heteròmids. És endèmica del nord-oest de Costa Rica, on viu a una altitud d'entre 750 i 1.840 msnm, a les serralades de Tilarán i Guanacaste. El seu nom específic deriva de les paraules llatines nubes (‘núvol’) i colere (‘habitar’) i es refereix a les selves nebuloses on es troba aquest animal. H. nubicolens és una espècie bastant grossa i té el pelatge força espinós. El dors és de color marró fosc. A diferència d'algunes altres espècies, H. nubicolens manca de franges ocres als flancs. La part inferior de les potes posteriors és nua.
El cariotip d'aquesta espècie és 2n = 60, FN = 68. Els seus parents més propers són les espècies del grup H. desmarestianus, presents en una regió que s'estén des del sud de Mèxic fins al nord-oest de Colòmbia. La seva pell és gairebé idèntica a la de H. nubicolens, però hi ha diferències en la mida del crani. H. nubicolens és més gros que H. desmarestianus en general, però aquest últim té algunes parts del cos més grosses. Una altra diferència és que els exemplars de H. nubicolens que són capturats romanen passius i en silenci, mentre que els de H. desmarestianus bramen i lluiten per escapar-se.
Té una llargada total de 291-358 mm, amb una llargada corporal de 104-183 mm, una cua de 150-197 mm, peus de 35-42 mm, orelles de 15-21 mm i un pes de 60-136 g. Aquests rosegadors tenen territoris d'aproximadament 0,15 ha cadascun, que amb prou feines canvien. La temporada de reproducció dura tot l'any. La mida de les poblacions varia molt. H. nubicolens pot viure en boscos secundaris, però és més comú als boscos primaris. S'han trobat exemplars de les paparres Ixodes venezuelensis i Dermacentor sp. en espècimens de H. nubicolens.